# Союз демократической молодёжи (Польша)
Союз демократической молодёжи, СДМ (пол. Związek Młodzieży Demokratycznej, ZMD) — политическая молодёжная организация в Польше в 1945—1948 и с 1989 года. 
Союз демократической молодёжи возник 1 июля 1945 года в результате разрешения Главного управления Демократической партии (польск. Stronnictwo Demokratyczne, SD) как организация школьников и студентов. Главные деятели СДМ этого периода: Рышард Войдак, Леслав Высоцкий, Лешек Гузицкий, Виктор Нагурский, Януш Шалковский. В 1948 году включили СДМ в Союз польской молодёжи в результате связи с тремя другими молодежными организациями (Союз борьбы молодых, Организация молодёжи Общества Университета Рабочего, Союз сельской молодёжи Польской Республики «Вичи»). 
Активисты попытались возродить СДМ в 1955—1957 (как Союз молодых демократов, польск. Związek Młodych Demokratów) и в 1980—1981 годах. Наконец, организация была возрождена в 1989 году как молодёжная секция Демократической партии. Главные деятели СДМ с 1989 года: Збигнев Гжыб, Сабина Климек, Кшиштоф Майчык, Беата Палета, Павел Пивовар.